# 흥정 (연호)
흥정(興定, 1217년 9월 ~ 1222년 8월)은 금나라 선종(宣宗) 완안 종가(完顔 從嘉)의 두번째 연호이다. 4년 11개월 가량 사용하였다.

## 개원
- 정우(貞祐) 5년 9월 8일[1](1217년 10월 9일)에 연호를 흥정(興定)으로 개원함.[2][3][4]

- 흥정(興定) 6년 8월 9일[5](1222년 9월 15일)에 연호를 원광(元光)으로 개원함.[6][7][4]

## 연대 대조표
| 흥정       | 원년            | 2년        | 3년        | 4년        | 5년        | 6년        |
| 서기(西紀) | 1217년          | 1218년     | 1219년     | 1220년     | 1221년     | 1222년     |
| 간지(干支) | 정축(丁丑)      | 무인(戊寅) | 기묘(己卯) | 경진(庚辰) | 신사(辛巳) | 임오(壬午) |
| 남송(南宋) | 가정(嘉定) 10년 | 11년       | 12년       | 13년       | 14년       | 15년       |

## 동시대 연호

### 중국
송(宋)
- 가정(嘉定) (1208년 ~ 1224년)

서하(西夏)
- 광정(光定) (1211년 ~ 1223년)

대리국(大理國)
- 천개(天開) (1205년 ~ 1225년)

동진(東眞)
- 천태(天泰) (1215년 ~ 1223년)

### 베트남
- 끼엔자(建嘉) (1211년 ~ 1224년)

### 일본
- 겐포(建保) (1213년 ~ 1219년)
- 조큐(承久) (1219년 ~ 1222년)
- 조오(貞應) (1222년 ~ 1224년)

## 같이 보기
- 중국의 연호 목록